# Óscar Gil Regaño
Óscar Gil Regaño (Elche, 26 aprile 1998) è un calciatore spagnolo, difensore dell'OH Lovanio.

## Caratteristiche tecniche
È un terzino destro.

## Carriera

### Club
Cresciuto nel settore giovanile dell'Elche, debutta in prima squadra il 16 ottobre 2018 in occasione dell'incontro di Coppa del Re perso 4-1 contro il Córdoba. Nella stagione 2019-2020 viene aggregato stabilmente in prima squadra diventando il titolare sulla fascia destra del club biancoverde, collezionando 37 presenze e segnando la sua prima rete fra i professionisti nel successo per 2-3 contro il Rayo Vallecano.
Il 7 settembre della stagione viene acquistato dall'Espanyol.

### Nazionale
L'8 giugno 2021 debutta in nazionale maggiore nel successo per 4-0 in amichevole contro la Lituania, in cui gioca i primi 45' prima di venire sostituito da Alejandro Pozo.

## Statistiche

### Presenze e reti nei club
Statistiche aggiornate al 4 giugno 2023.
| Stagione        | Squadra         | Campionato      | Campionato | Campionato | Coppe nazionali | Coppe nazionali | Coppe nazionali | Coppe continentali | Coppe continentali | Coppe continentali | Altre coppe | Altre coppe | Altre coppe | Totale | Totale |
| Stagione        | Squadra         | Comp            | Pres       | Reti       | Comp            | Pres            | Reti            | Comp               | Pres               | Reti               | Comp        | Pres        | Reti        | Pres   | Reti   |
| --------------- | --------------- | --------------- | ---------- | ---------- | --------------- | --------------- | --------------- | ------------------ | ------------------ | ------------------ | ----------- | ----------- | ----------- | ------ | ------ |
| 2018-2019       | Elche           | SD              | 0          | 0          | CdR             | 1               | 0               |                    | -                  | -                  |             | -           | -           | 1      | 0      |
| 2019-2020       | Elche           | SD              | 33+3       | 1+0        | CdR             | 1               | 0               |                    | -                  | -                  |             | -           | -           | 37     | 1      |
| Totale Elche    | Totale Elche    | Totale Elche    | 36         | 1          |                 | 2               | 0               |                    | -                  | -                  |             | -           | -           | 38     | 1      |
| 2020-2021       | Espanyol        | SD              | 32         | 1          | CdR             | 1               | 0               |                    | -                  | -                  |             | -           | -           | 33     | 1      |
| 2021-2022       | Espanyol        | PD              | 22         | 0          | CdR             | 2               | 0               |                    | -                  | -                  |             | -           | -           | 24     | 0      |
| 2022-2023       | Espanyol        | PD              | 33         | 0          | CR              | 3               | 0               |                    | -                  | -                  |             | -           | -           | 36     | 0      |
| Totale Espanyol | Totale Espanyol | Totale Espanyol | 87         | 1          |                 | 6               | 0               |                    |                    |                    |             |             |             | 93     | 1      |
| Totale carriera | Totale carriera | Totale carriera | 123        | 2          |                 | 8               | 0               |                    |                    |                    |             |             |             | 131    | 2      |

### Cronologia presenze e reti in nazionale
| Cronologia completa delle presenze e delle reti in nazionale ― Spagna | Cronologia completa delle presenze e delle reti in nazionale ― Spagna | Cronologia completa delle presenze e delle reti in nazionale ― Spagna | Cronologia completa delle presenze e delle reti in nazionale ― Spagna | Cronologia completa delle presenze e delle reti in nazionale ― Spagna | Cronologia completa delle presenze e delle reti in nazionale ― Spagna | Cronologia completa delle presenze e delle reti in nazionale ― Spagna | Cronologia completa delle presenze e delle reti in nazionale ― Spagna |
| Data                                                                  | Città                                                                 | In casa                                                               | Risultato                                                             | Ospiti                                                                | Competizione                                                          | Reti                                                                  | Note                                                                  |
| --------------------------------------------------------------------- | --------------------------------------------------------------------- | --------------------------------------------------------------------- | --------------------------------------------------------------------- | --------------------------------------------------------------------- | --------------------------------------------------------------------- | --------------------------------------------------------------------- | --------------------------------------------------------------------- |
| 8-6-2021                                                              | Leganés                                                               | Spagna                                                                | 4 – 0                                                                 | Lituania                                                              | Amichevole                                                            | -                                                                     | 46’                                                                   |
| Totale                                                                |                                                                       | Presenze                                                              | 1                                                                     |                                                                       | Reti                                                                  | 0                                                                     |                                                                       |

## Palmarès

### Club

#### Competizioni nazionali
- Segunda División: 1

Espanyol: 2020-2021

### Nazionale

#### Competizioni maggiori
- Argento olimpico: 1

Tokyo 2020